# Гасем, Алай
Алай Хуссейн Гасем (швед. Alai Hussain Ghasem, араб. الاي علي فاضل‎; род. 16 февраля 2003, Гётеборг) — иракский и шведский футболист, защитник клуба «Гётеборг» и сборной Ирака.

## Клубная карьера
Является воспитанником «Хеккена». В 16-летнем возрасте присоединился к академии другого местного клуба — «Гётеборга». Летом 2021 года стал привлекаться к тренировкам с основной командой. В августе того же года был близок к переходу в португальский «Порту», но переход сорвался. Весной 2022 года подписал с «Гётеборгом» первый профессиональный контракт, рассчитанный на три года. 28 августа дебютировал в чемпионате Швеции, выйдя на поле в конце второго тайма вместо Эмиля Саломонссона.

## Карьера в сборной
Выступал за юношескую сборную Ирака. В сентябре 2022 года впервые был вызван в национальную сборную на товарищеский турнир в Иордании.

## Клубная статистика
| Выступление      | Выступление      | Выступление      | Лига | Лига | Кубки | Кубки | Конт. кубки | Конт. кубки | Итого | Итого |
| Клуб             | Лига             | Сезон            | Игры | Голы | Игры  | Голы  | Игры        | Голы        | Игры  | Голы  |
| ---------------- | ---------------- | ---------------- | ---- | ---- | ----- | ----- | ----------- | ----------- | ----- | ----- |
| Гётеборг         | Алльсвенскан     | 2022             | 2    | 0    | 1     | 0     | 0           | 0           | 3     | 0     |
| Гётеборг         | Итого            | Итого            | 2    | 0    | 1     | 0     | 0           | 0           | 3     | 0     |
| Всего за карьеру | Всего за карьеру | Всего за карьеру | 2    | 0    | 1     | 0     | 0           | 0           | 3     | 0     |